# Grupa przemysłowa (archeologia)
Grupa przemysłowa – w starszej literaturze archeologicznej termin będący rozszerzeniem pojęcia cykl przemysłowy. Odnosił się do starszej epoki kamienia, gdzie podstawą wydzielenia jednostek kulturowych jest zazwyczaj jedna kategoria zabytków - narzędzia kamienne. 
Termin grupa przemysłowa zakłada równoczesne istnienie przemysłów o cechach wspólnych. 
Obecnie stosuje się na określenie tego typu zjawisk pojęcie - technokompleks.